# Kein Mann zum Heiraten
Kein Mann zum Heiraten ist ein österreichischer Schlagerfilm der "Wiener Mundus" von Hans Deppe aus dem Jahr 1959.

## Inhalt
Der vermögende Fabrikantensohn Wolf Kruse hält nicht viel von Arbeit. Lieber nimmt er an jedem sportlichen Wettbewerb teil, von dem er erfährt, seien es Autorennen, Bootsrennen oder Reitturniere. Seine langjährige Freundin, die Designerin Brigitte, beeindruckt das schon lange nicht mehr, wünscht die sich doch einen ehrlich arbeitenden Mann, der sein Leben auf eine stabile Grundlage stellen kann. Einen Heiratsantrag von Wolf lehnt sie daher ab. Erst, wenn er richtig arbeitet, könne sie sich eine Ehe mit ihm vorstellen.
Wolf versucht nun, Arbeit zu finden. Sein Vater Karl wirft ihn sofort aus seinem Büro, als er hört, dass der leichtsinnige Sohn seine Firma übernehmen will. Also beginnt Wolf zunächst als Träger in einer Großmarkthalle, wird schließlich Detektiv, Schwimmlehrer, Werbefigur und Servierkraft. In keinem der Jobs kann er sich lange halten und wird entweder entlassen oder gibt den Einwänden Brigittes nach, die zum Beispiel wenig erfreut ist, ihn als Schwimmlehrer zahlreicher Frauen zu sehen. Doch nicht nur Wolf hat Probleme: Auch seine Nichte Renate sorgt sich, will ihr Vater Leo – Teilhaber der Firma von Karl Kruse und mit Wolfs Schwester Therese verheiratet – doch unter keinen Umständen ihren neuen Freund Bobby kennenlernen. Er hält ihn für einen ungehobelten, möglicherweise Gitarre spielenden Tunichtgut, dabei studiert der gerade Grafik und baut zusammen mit seinen Freunden einen alten Schuppen zu einem Jugendclub um. Wolf bringt Leo also dazu, seinen guten Bekannten „Robert Berger“ in seinem Betrieb einzustellen, ohne dass Leo weiß, dass Robert in Wirklichkeit Bobby ist. Er zeigt sich von Robert begeistert, folgt Renate jedoch eines Tages heimlich zum Jugendclub, der gerade eröffnet wird. Der marode Club bricht zusammen und Leo erfährt, dass Robert Bobby ist und ist entsetzt.
Wolf hat mal wieder einen neuen Job ergattert: Er fährt als Busfahrer Brigitte und ihre Mannequins nach Italien, wo eine Modenschau stattfinden soll. Auf der Fahrt nehmen sie Bobby und Renate in ihren Bus auf, die heimlich per Vespa nach Italien fahren wollten und auf halber Strecke eine Panne hatten. In Verona findet auch das Paar Wolf und Brigitte wieder zusammen, jedoch wird die Stimmung getrübt, als Wolf kurzerhand bei einem Bootsrennen für einen erkrankten Fahrer einspringt und das Rennen gewinnt.
Bereits in seiner Zeit als Packer und Detektiv hatte sich Wolf mit einer Gruppe Sizilianer befasst, die heimlich Waren aus der Großmarkthalle verschwinden ließen, hatte jedoch stets ihre Spur verloren. In Italien bietet ihm die Gruppe an, einen verschlossenen Umschlag zurück nach Deutschland zu bringen und in der Großmarkthalle abzugeben. Er willigt ein und liefert schließlich den Drahtzieher der Geschäfte, den Chef der Großmarkthalle, der Polizei aus. Brigitte sieht zwar seine Anstrengungen, redlich zu arbeiten, wirft Wolf jedoch vor, nur Arbeit zu machen, bei der er auch Spaß hat. Am Ende arbeitet er heimlich als Mechaniker in der Firma seines Vaters mit und entwickelt eine neue Maschine, die die Produktion erleichtert. Der Vater zeigt sich darüber begeistert und freut sich, dass sein Sohn endlich zu ernsthafter Arbeit gefunden hat.
Die Freunde um Renate und Bobby sind wiederum begeistert, weil ein unbekannter Gönner den maroden Jugendclub hat abreißen und modern wiederaufbauen lassen. Sie vermuten Wolf hinter dem Wohltäter, doch stellt sich heraus, dass es in Wirklichkeit Leo war, der geläutert auch die Beziehung von Bobby und Renate akzeptiert. Und am Ende hat auch Wolf seine Bewährungsprobe bestanden und ist nun endlich ein Mann zum Heiraten geworden.

## Produktion
Der Film wurde unter anderem in Verona und in den Ateliers der Wien-Film, Atelier Rosenhügel, gedreht. Die Uraufführung fand am 18. Dezember 1959 statt. Die Szenen als Bademeister wurden im Strandbad Gänsehäufel in Wien gedreht.
Im Film sind verschiedene Schlager zu hören, die Werner Scharfenberger verfasste:
- Bill Ramsey: Souvenirs
- Jan & Kjeld: Mach doch nicht immer soviel Wind; Banjo Boy
- Ted Herold: Caroline

## Hintergrund
Der im Film verwendete Reisebus ist ein DAF TB 160.

## Kritik
Das Lexikon des internationalen Films bezeichnete Kein Mann zum Heiraten als „deutsch-österreichische Filmheiterkeit“, in der „zwischendurch viel junges Volk, gliederschüttelnd und budenbauernd“ zu sehen sei – „und der Beppo Brem ist auch dabei!“